# Alan Soble

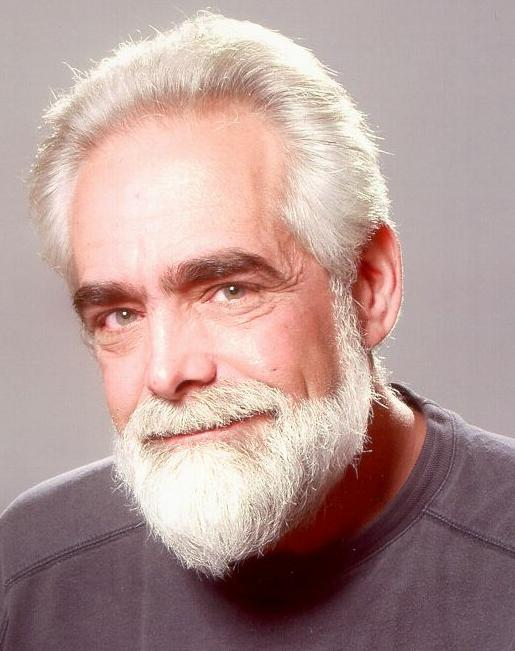
Alan Soble

Alan Soble (* 4. März 1947 in Philadelphia) ist ein US-amerikanischer Philosoph und beschäftigt sich überwiegend mit der Philosophie der Sexualität.
Soble erwarb 1969 seinen Bachelor in Biologie am Albright College in Pennsylvania und studierte Pharmakologie und Philosophie University at Buffalo. Von 1986 bis 2006 war er Professor für Philosophie an der University of New Orleans. Nach den Zerstörungen des Hurrikan Katrina ließ sich Soble emeritieren und zog zurück nach Pennsylvania.

## Philosophie der Sexualität
Die menschliche Sexualität ist ein altes Thema der Philosophie, insbesondere sexualethische Überlegungen finden sich in vielen klassischen Texten wie der nikomachischen Ethik von Aristoteles, Summa contra gentiles von Thomas von Aquin oder der Metaphysik der Sitten von Immanuel Kant. Zu einer eigenständigen Disziplin entwickelt sich die Philosophie der Sexualität jedoch erst in den letzten Jahrzehnten auch unter dem Einfluss Sobles. So ist er Gründer der Society for the Philosophy of Sex & Love, Herausgeber der klassischen Aufsatzsammlung Philosophy of Sex (sie erschien 2007 nach 27 Jahren in der fünften Auflage) und Autor des Einführungswerks The Philosophy of Sex and Love.
Die Entwicklung der Philosophie der Sexualität kann bei Soble auf verschiedene intellektuelle Bewegungen des 20. Jahrhunderts zurückgeführt werden. Zunächst wurde unter dem Einfluss Michel Foucaults Sexualität und Geschlechtlichkeit zu einem zentralen Thema der poststrukturalistischen Philosophie. Foucaults Gedanken wurden in der feministischen Philosophie von Philosophinnen wie Judith Butler aufgenommen und weiterentwickelt. Entsprechende Ansätze zeichnen sich dadurch aus, dass sie die Sexualität nicht nur als einen beschränkten Aspekt menschlicher Bedürfnisse analysieren. Vielmehr wird die Sexualität als ein zentrales Element gesellschaftlicher Machtverhältnisse betrachtet. Auch in der Wissenschaftstheorie und Wissenschaftsgeschichte lässt sich in den letzten Jahrzehnten eine stärkere Auseinandersetzung mit sexual- und lebenswissenschaftlichen Themen beobachten, während in der ersten Hälfte des 20. Jahrhunderts die Physik und Mathematik als unangefochtene Leitwissenschaften galten. Wissenschaftshistoriker wie Thomas Laqueur und Londa Schiebinger treffen sich mit poststrukturalistischen Philosophen in dem Anspruch, Sexualitätstheorien als historische Konstrukte zu betrachten, die nur in einem kulturellen Kontext zu verstehen sind. Schließlich hat auch in der analytischen Philosophie eine Thematisierung der Sexualität entwickelt, einflussreiche Publikationen sind etwa The Examined Life von Robert Nozick und „Sexual Perversion“ von Thomas Nagel. Sobles Publikationen lassen sich nicht in eine dieser Traditionen einordnen, vielmehr versucht er die verschiedenen Ansätze zu einer umfassenden Philosophie der Sexualität zu verbinden.
Nach Soble kann man grob zwischen verschiedenen Teilbereichen der Philosophie der Sexualität unterscheiden. Zunächst mache die Unklarheit zentraler Konzepte wie „sexuelle Aktivität“ eine sorgsame Begriffsanalyse notwendig. So seien viele Handlungen (etwa das Halten von Händen oder ein Kuss) polisemantisch und könnten je nach Kontext sexuell oder asexuell sein. Es sei also nicht möglich „sexuelle Aktivität“ durch eine klar umgrenzte Anzahl von Handlungen zu definieren. Auch eine Zurückführung von sexueller Aktivität auf sexuelles Verlangen sei nur schwer möglich. Zum einen könne es durchaus sexuelle Handlungen ohne sexuelles Verlangen geben, zum anderen sei auch nicht klar, ob sexuelles Verlangen immer klar von anderen Formen des Verlangens abgegrenzt werden könne. Entsprechende Probleme legen nach Soble nahe, dass es überhaupt keine scharfe Definition von „sexueller Aktivität“ gebe und der Bereich des Sexuellen mit dem kulturellen Kontext variiere.
Ein weiteres Teilgebiet der Philosophie der Sexualität betrifft normative Fragen, insbesondere die Sexualethik und Sexualpolitik. Hier stellt sich die Frage, welche Formen von sexueller Aktivität als moralisch legitim zu betrachten sind und wann gesellschaftliche Sanktionen angemessen sind. Typische Themen sind die Bewertung von Prostitution, Pornographie und die Frage nach sexueller Perversion. Hier stellt sich unter anderem die Frage, zu welchen Konsequenzen die Anwendung einflussreicher philosophischer Ethiken (etwa der Utilitarismus oder die Kantische Ethik) führt.
Schließlich spricht Soble gelegentlich auch von einer „Metaphysik der Sexualität“', die die Frage nach der grundsätzlichen Bewertung der Sexualität stellt und sie so mit dem klassischen philosophischen Thema des guten Lebens verknüpft. Grob könne man zwischen sexuellen Pessimisten (nach Soble etwa Augustinus und Kant) und sexuellen Optimisten (nach Soble etwa Platon und Russell) unterscheiden. Pessimisten betrachten sexuelle Aktivitäten als problematisch, da sie häufig oder immer die Würde von Menschen untergrabe. So würden etwa die Sexualität andere Person zu Objekten des eigenen Begehrens und somit zum Mittel der eigenen Befriedigung machen. Dies sei jedoch problematisch, da Personen niemals instrumentalisiert, sondern immer selbst als Zwecke betrachtet werden sollten. Zudem wird von einigen sexuellen Pessimisten argumentiert, dass sexuelle Triebe von den eigentlich wichtigen menschlichen Zielen (etwa dem moralischen Handeln oder der Wahrheitssuche) ablenkten oder sogar im Konflikt mit ihnen ständen. Demgegenüber argumentieren sexuelle Optimisten, dass Sexualität ein wichtiges Element in einem glücklichen Leben sein könne, ohne dass dabei einer anderen Person Schaden entstehen müsse. Zudem ermögliche sexuelle Aktivität auf einzigartige Weise zwischenmenschliche Nähe und zwischenmenschliches Verständnis und sei daher aus eudaimonischer und epistemischer Perspektive wertvoll.

## Schriften
- Pornography: Marxism, Feminism and the Future of Sexuality. Yale University Press.
- Eros, Agape, and Philia. Paragon House, 1989, ISBN 1-55778-278-4.
- The Structure of Love. Yale University Press, 1990, ISBN 0-300-04566-2.
- Sexual Investigations. New York University Press, 1996, ISBN 0-8147-8085-7.
- Sex, Love, and Friendship. Rodopi Amsterdam, 1997, ISBN 90-420-0227-1.
- The Philosophy of Sex and Love: An Introduction. Paragon House, 1998, ISBN 1-55778-716-6.
- Pornography, Sex, and Feminism. Prometheus Books, 2002, ISBN 1-57392-944-1.
- Philosophy of Sex. 4. Auflage. Rowman and Littlefield 2002, ISBN 0-7425-1346-7.
- (Hrsg.): Sex from Plato to Paglia: A Philosophical Encyclopedia. Greenwood Press, 2006, ISBN 0-313-32686-X.